# 池辺町
池辺町（いこのべちょう）は、神奈川県横浜市都筑区の地名。丁番を持たない単独町名である。住居表示未実施区域
。

## 地理
都筑区南西部に位置し、佐江戸町、緑区鴨居・東本郷町、川向町、東方町、平台、高山、二の丸、加賀原と隣接する。中原街道が通る。
地形的には北部の丘陵地と南部（鶴見川北岸）の低地からなる。低地部は元来は軟弱な低湿地が多かった。これにも関連して、大規模マンション「パークシティLaLa横浜」では居住後に建物が傾く被害があり、不正により杭が強固な地盤に届いていなかったことが発覚し、建て直しが行われた。
住宅街のほか、南部には工業地域も広がる。読みは｢いこのべ｣であるが、「いけべ」と誤読される事が多く、難読地名の一つとされている。

### 地価
住宅地の地価は、2025年（令和7年）1月1日の公示地価によれば、池辺町字不動原7009番15の地点で19万9000円/m²となっている。

## 歴史
かつては｢池野辺｣や｢伊子野辺｣とも書いた。
丘陵部では捨馬台遺跡や池辺遺跡など、縄文時代の遺跡が多数発掘されている。須恵器や土師器も出土しており、古くからこの地に人が住んでいたことが分かる。
中世は武蔵国都筑郡池辺郷、江戸時代からは都筑郡池辺村と呼ばれた。農業が行われており、用水は鶴見川の支流から佐江戸村で分水して引いたとされる。また、神奈川宿の助郷村となった。

1889年に市町村制によって都田村大字池辺となる。1934年1月に川和村が町制を施行したことに伴い川和町大字池辺に変更。1939年4月横浜市港北区に編入され、大字池辺の地に池辺町を新設。1956年に、一部を佐江戸町に編入、さらに東方町、佐江戸町の一部を編入した。1969年10月、港北区の分区に伴い緑区に編入。1994年11月港北区・緑区の再編に伴い新設された都筑区に編入。2007年3月に、NEC横浜事業場跡地の再開発事業として、神奈川県最大級の商業施設である｢ららぽーと横浜｣が開業した。

### 町名の由来
町名の由来は宗忠寺の前に「赤池」があったからだといわれている。

## 世帯数と人口
2025年（令和7年）6月30日現在（横浜市発表）の世帯数と人口は以下の通りである。
| 町丁   | 世帯数    | 人口     |
| ------ | --------- | -------- |
| 池辺町 | 6,177世帯 | 12,821人 |

### 人口の変遷
国勢調査による人口の推移。
| 年                 | 人口   |
| ------------------ | ------ |
| 1995年（平成7年）  | 9,045  |
| 2000年（平成12年） | 9,413  |
| 2005年（平成17年） | 9,662  |
| 2010年（平成22年） | 12,218 |
| 2015年（平成27年） | 13,010 |
| 2020年（令和2年）  | 10,945 |

### 世帯数の変遷
国勢調査による世帯数の推移。
| 年                 | 世帯数 |
| ------------------ | ------ |
| 1995年（平成7年）  | 3,485  |
| 2000年（平成12年） | 3,738  |
| 2005年（平成17年） | 3,909  |
| 2010年（平成22年） | 4,996  |
| 2015年（平成27年） | 5,337  |
| 2020年（令和2年）  | 4,849  |

## 学区
市立小・中学校に通う場合、学区は以下の通りとなる（2024年11月時点）。
| 番・番地等 | 小学校               | 中学校               |
| --- | -------------------- | -------------------- |
| 1〜6番地、21〜43番地 56〜60番地、81〜83番地 105〜132番地、727〜1390番地 2222〜2459番地、2472〜2480番地 2488〜2520番地、2547〜2627番地 3938〜4582番地、5484番地 5500〜5641番地、7000〜7024番地 | 横浜市立都田西小学校 | 横浜市立都田中学校   |
| 7〜20番地、44〜55番地 61〜80番地、84〜104番地 1391〜2221番地、2628〜3937番地 4583〜5481番地、5487〜5499番地                                                                                   | 横浜市立都田小学校   | 横浜市立都田中学校   |
| 5482〜5483番地、5485〜5486番地 | 横浜市立鴨居小学校   | 横浜市立東鴨居中学校 |

## 事業所
2021年（令和3年）現在の経済センサス調査による事業所数と従業員数は以下の通りである。
| 町丁   | 事業所数    | 従業員数 |
| ------ | ----------- | -------- |
| 池辺町 | 1,048事業所 | 15,250人 |

### 事業者数の変遷
経済センサスによる事業所数の推移。
| 年                 | 事業者数 |
| ------------------ | -------- |
| 2016年（平成28年） | 1,081    |
| 2021年（令和3年）  | 1,048    |

### 従業員数の変遷
経済センサスによる従業員数の推移。
| 年                 | 従業員数 |
| ------------------ | -------- |
| 2016年（平成28年） | 15,887   |
| 2021年（令和3年）  | 15,250   |

## 交通

### バス
- 横浜市営バス・東急バス　（町内にある「池辺」バス停は『いけべ』と呼称する。）

### 道路

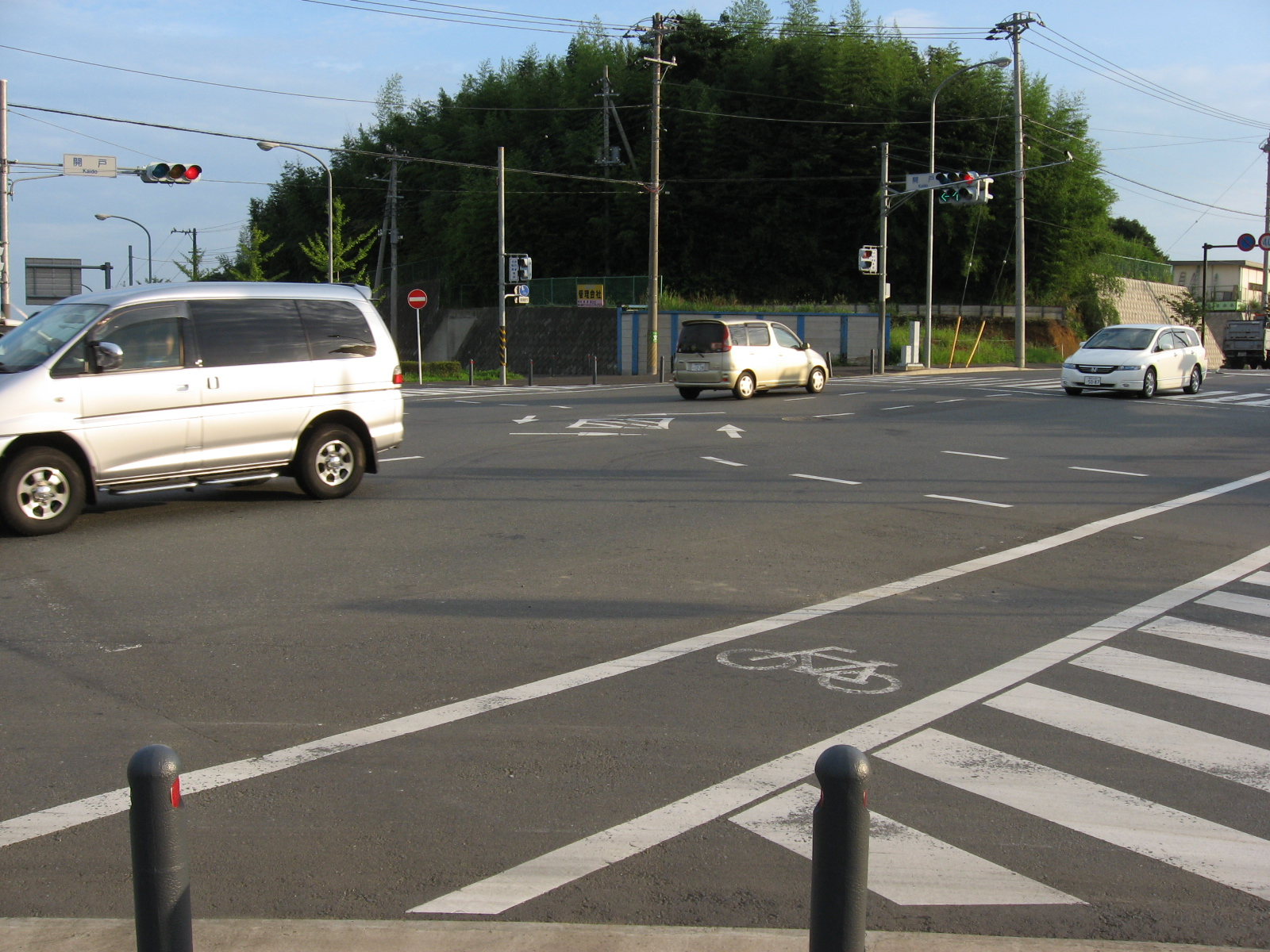
中原街道・横浜上麻生道路 開戸交差点

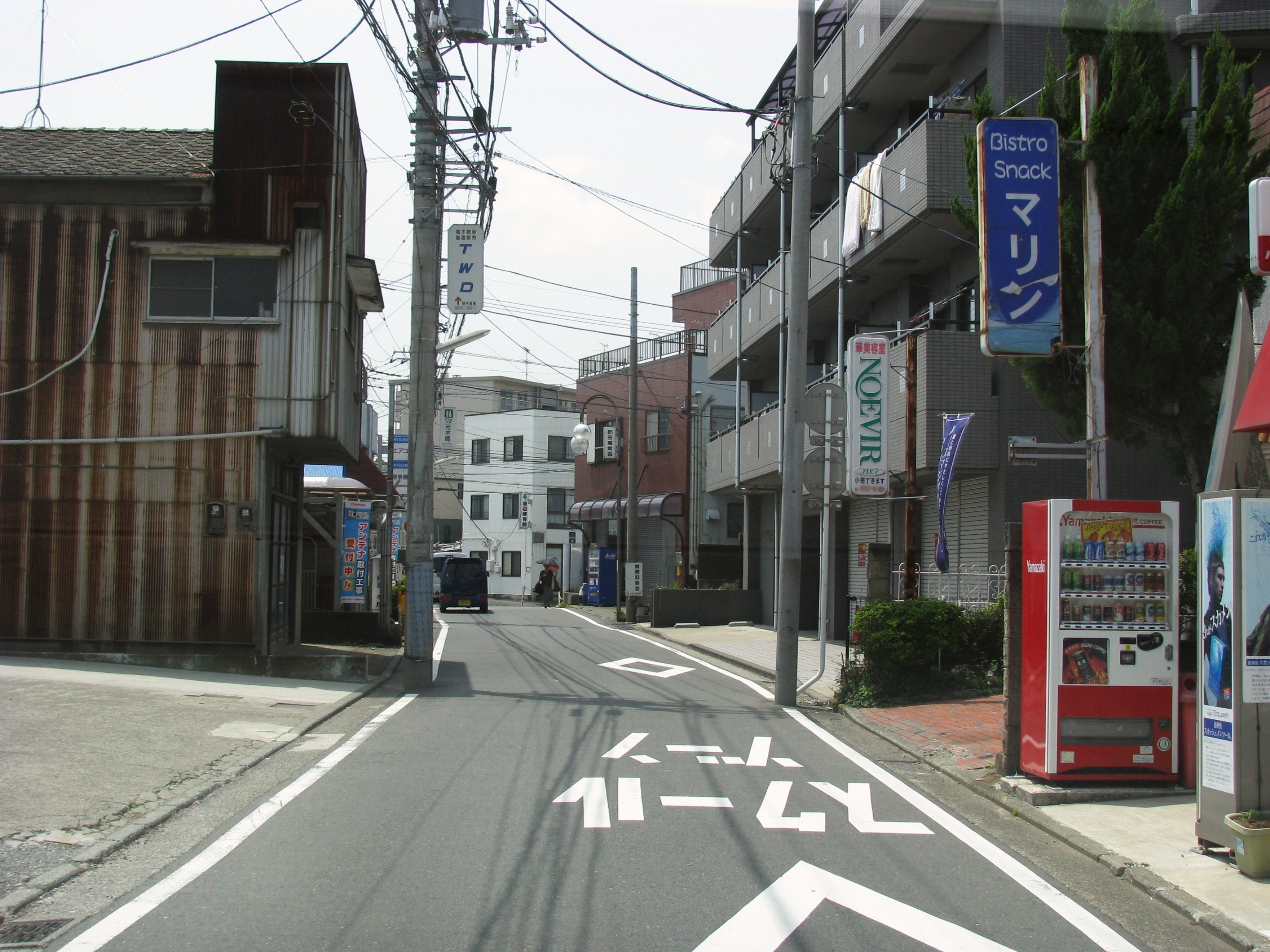
川崎町田線旧道

- 中原街道（神奈川県道45号丸子中山茅ヶ崎線）
- 横浜上麻生道路（神奈川県道12号横浜上麻生線）
- 緑産業道路（神奈川県道140号川崎町田線）

## 施設
- 横浜市立都田小学校
- 横浜市立都田西小学校
- 横浜市立都田中学校
- 横浜池辺郵便局[18]
- 都筑警察署 池辺町交番
- 八所谷戸公園
- ららぽーと横浜 - 日本電気横浜事業場跡地に2007年3月開業。
- 大日本プロレスリング興業本社
- 花形ボクシングジム
- キャスティング横浜港北店
- パナソニック オートモーティブシステムズ本社
- 日本アビオニクス 本社・新横浜事業所
- 大川原化工機 本社
- 山村フォトニクス本社工場
- 宗忠寺
- 長王寺
- 杉山神社

## その他

### 日本郵便
- 郵便番号 : 224-0053[3]（集配局：都筑郵便局[19]）

### 警察
町内の警察の管轄区域は以下の通りである。
| 番・番地等 | 警察署     | 交番・駐在所 |
| ---------- | ---------- | ------------ |
| 全域       | 都筑警察署 | 池辺町交番   |